# Xanthoparmelia wisangerensis
Xanthoparmelia wisangerensis är en lavart som beskrevs av Elix & J. Johnst. Xanthoparmelia wisangerensis ingår i släktet Xanthoparmelia och familjen Parmeliaceae.   Inga underarter finns listade i Catalogue of Life.